# Ambasciata di San Marino in Giappone
L'Ambasciata della Repubblica di San Marino in Giappone è la missione diplomatica di San Marino in Giappone.
La sede è a Tokyo, nel quartiere di Minato.
Dal 15 aprile 2002 l'ambasciatore è Manlio Cadelo.

## Altre sedi diplomatiche di San Marino in Giappone
In territorio giapponese è presente anche un consolato a Kōbe, con giurisdizione sulla regione del Kansai.